# Bezirk Chitré
Chitré ist ein Bezirk (distrito) der Provinz Herrera in Panama. Die Einwohnerzahl betrug laut Volkszählung 2023 60.957.

## Gliederung
Der Bezirk Chitré ist administrativ in folgende Corregimientos unterteilt:
- Chitré
- La Arena
- Monagrillo
- Llano Bonito
- San Juan Bautista